# الدوري الألماني لكرة القدم للسيدات
الدوري الألماني للدرجة الأولى للسيدات (بالألمانية: Frauen-Bundesliga) أو دوري غوغل بكسل للسيدات لأسباب الرعاية (بالألمانية: Google Pixel Frauen-Bundesliga)، هي المنافسة الرئيسية لكرة القدم النسائية في ألمانيا. أسس الاتحاد الألماني لكرة القدم الدوري الألماني للسيدات عام 1990 بناء على نموذج دوري الرجال.
لُعب الدوري أول مرة مقسمًا إلى درجتين إحداهما في الجنوب والأخرى في الشمال، إلى أن دُمجت المجموعتان عام 1997 لتشكلا ما الدوري عليه الآن. يتألف الدوري حاليًا من 12 فريقًا وتستمر المواسم عادة من آخر الصيف إلى نهاية الربيع مع توقف في الشتاء.
الدوري الألماني للسيدات أكثر الدوريات نجاحًا في دوري أبطال أوروبا للسيدات حيث فازت فرقه بمجموع تسعة ألقاب من أربع فرق، وعلى رأسها إف إف سي فرانكفورت أكثرِ الفرق الألمانية تتويجًا بالبطولة بأربعة ألقاب.

شعار الدوري من 2008 إلى 2014

## سجل الأبطال
- 1990–91: تي إس في سيغن
- 1991–92: تي إس في سيغن
- 1992–93: توس نيدركيرشن
- 1993–94: تي إس في سيغن
- 1994–95: إف إس في فرانكفورت
- 1995–96: تي إس في سيغن
- 1996–97: غرون فايس براوفايلر
- 1997–98: إف إس في فرانكفورت
- 1998–99: إف إف سي فرانكفورت
- 1999–00: دويسبورغ 55
- 2000–01: إف إف سي فرانكفورت
- 2001–02: إف إف سي فرانكفورت
- 2002–03: إف إف سي فرانكفورت
- 2003–04: توربينه بوتسدام
- 2004–05: إف إف سي فرانكفورت
- 2005–06: توربينه بوتسدام
- 2006–07: إف إف سي فرانكفورت
- 2007–08: إف إف سي فرانكفورت
- 2008–09: توربينه بوتسدام
- 2009–10: توربينه بوتسدام
- 2010–11: توربينه بوتسدام
- 2011–12: توربينه بوتسدام
- 2012–13: فولفسبورغ
- 2013–14: فولفسبورغ
- 2014–15: بايرن ميونخ
- 2015–16: بايرن ميونخ
- 2016–17: فولفسبورغ
- 2017–18: فولفسبورغ
- 2018–19: فولفسبورغ
- 2019–20: فولفسبورغ